# 非スポーツマン行為
非スポーツマン行為（ひスポーツマンこうい）とは、スポーツマンシップに反する、スポーツマンらしからぬ振る舞いのことで、主としてアメリカンフットボールやアイスホッケーなどのスポーツ競技において、プレー中の選手間の接触に関して起こるものでない反則(non-contact foul)の一種である。
英語では、unsportsmanlike conduct（スポーツマンらしくない行為）と記される。
なお日本では清音の「アンスポーツマンライク・コンタクト」と誤解されやすいが、あくまで「スポーツマンらしくないふるまい」であるため、あえてカナ表記すると濁点のある「コンダクト」である。また、「非スポーツマン行為」という表現も正式な訳語というよりはマス・メディア用の略語表現の意味合いが強く、スポーツ紙の記事等ではしばしば見かけるものの、口語表現としては聞く機会の少ない言葉である。

## アメリカンフットボール
相手を侮辱や威嚇、挑発するような仕草や、得点時にボールをフィールドに投げつける等の過剰なパフォーマンス行為、いわゆるオーバーセレブレーション(too much celebration)に対するペナルティとして課せられる。発生時の主審のシグナルは、両腕を地面と平行に左右に広げて真っ直ぐ伸ばす仕草で表現される。
この反則はパーソナル・ファウルの扱いで、攻撃側の反則であった場合は最も重い15ヤードの罰退である。一方守備側の反則であった場合、攻撃側に自動的にファーストダウンが与えられる。過剰なパフォーマンスの一例として、2003年の甲子園ボウルで当時立命館大学パンサーズの木下典明（現Xリーグオービックシーガルズ）が先輩と共謀し、タッチダウンを取った後に先輩が銃で木下を撃ち、木下が撃たれる役をするパフォーマンスを行ったところ、非スポーツマン行為の反則を取られている（その後、木下は古橋由一郎ヘッドコーチにその場で正座させられ、厳しく叱責された。さらにチーム内でのペナルティとして、その試合で以降の出場機会を与えられなかった。さらに2012年1月3日のライスボウルでもオービックシーガルズに所属する木下はタッチダウン後に審判の眼前で、これ見よがしにパフォーマンス行為（フィールド上でのトンボ返り）を行い同様の反則を取られており、この試合のテレビ中継での解説者を担当していた前述の古橋は、母校・大阪産業大学附属高等学校の部で高校生の指導をしながら社会人チームに所属する木下の社会人らしからぬ行為に苦言を呈していた）。
NFL等のプロフットボールでは取られにくいこの反則が、日本で比較的厳しく取られるのは、日本で行われる試合のルール体系がNCAA制定のそれに準拠しているからである。NCAAルールでは教育指導効果が謳われており、その一環でこうした行為にはより厳正に対応するという立場で罰則として規定されたものとみられる。

## アイスホッケー
相手選手や審判、あるいは観客などに対して、暴言を吐いたり暴力を振るったりするなど、スポーツマンらしからぬ言動をしたときに適用される。多くの場合ゲームミスコンやマッチペナで一発退場となり、大会やリーグの場合は追加処分が下されることになる。 

## テニス
テニスには選手の行動規範があり、試合を故意に遅延させるなどの妨害行為、暴言などの無礼な違反、ラケットを叩きつけるなどの暴力行為はコードバイオレーションとしてペナルティが与えられる。現代ではスコアボードに表示される。 